# Costa Daurada

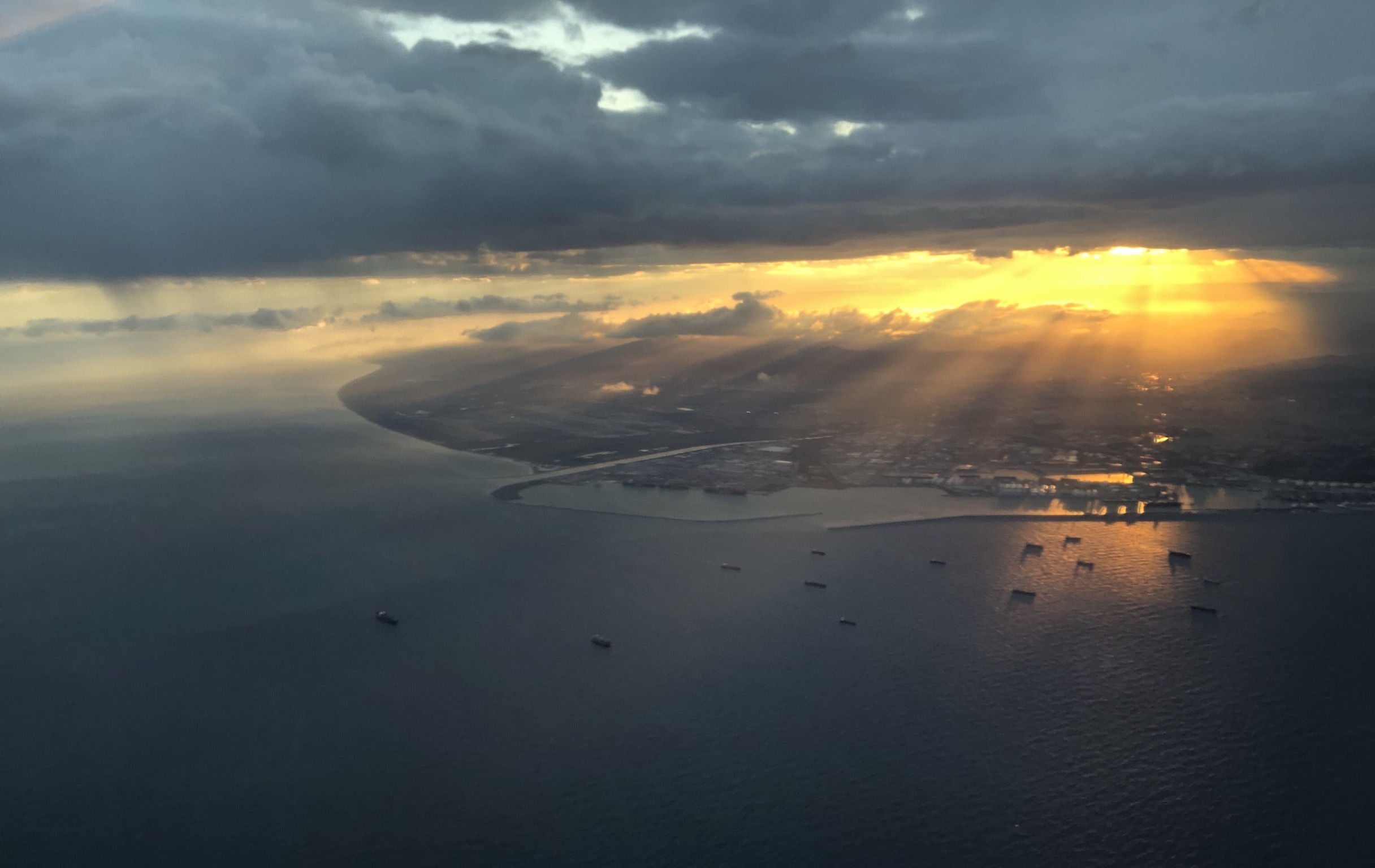
La Costa Daurada vue du ciel au soleil couchant

La Costa Daurada (en catalan) ou Costa Dorada (en espagnol ; littéralement « côte dorée » dans ces deux langues) est le nom touristique donnée à une bande littorale de 216 kilomètres de long située dans le sud de la Catalogne (Espagne), sur la mer Méditerranée, de Cunit à Alcanar.

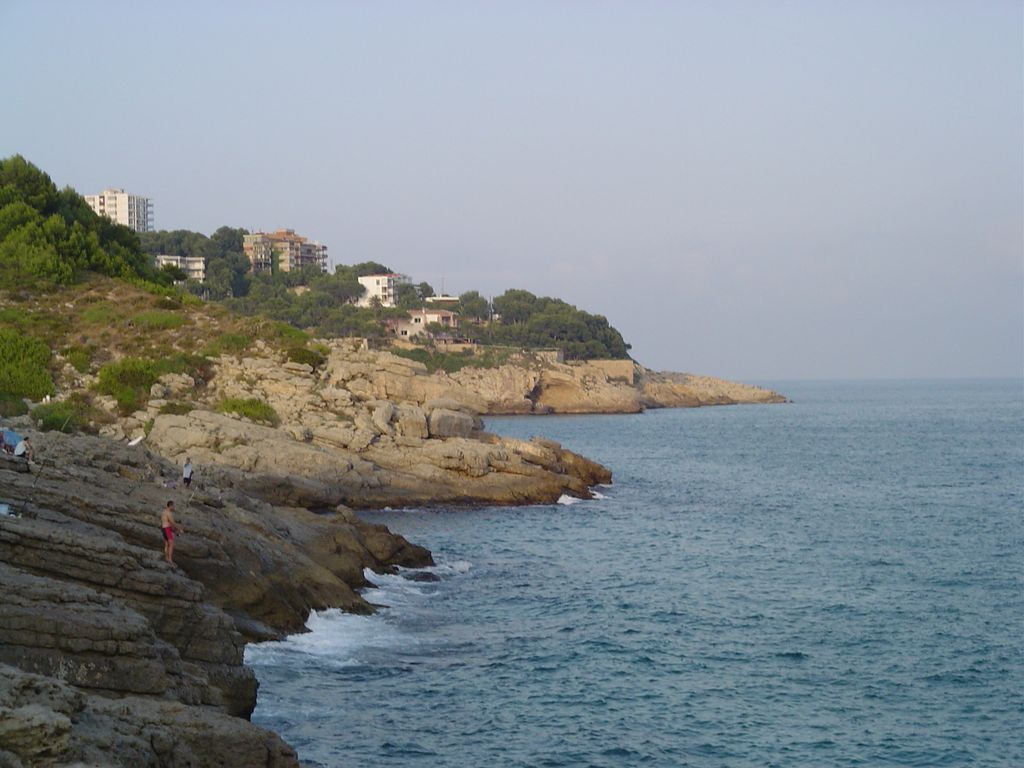
Salou.

Ce littoral est constitué de nombreuses plages et côtes rocheuses. Elle commence au sud de Barcelone et traverse ensuite diverses localités balnéaires ou non, parmi lesquelles L'Hospitalet de l'Infant, Tarragone, Salou, Cambrils, Calafell, Torredembarra  et Comarruga. La Costa Daurada est surtout célèbre pour son importante activité touristique.